# Juryj Iwaszyn
Juryj Leanidawicz Iwaszyn (błr. Юрый Леанідавіч Івашын, ros. Юрий Леонидович Ивашин – Jurij Leonidowicz Iwaszyn; ur. 18 stycznia 1973) – białoruski hokeista. Trener hokejowy.

## Kariera zawodnicza
- Tiwali Mińsk (1993-1997)
- Nieftiechimik Niżniekamsk (1997-1998)
- HK Woroneż (1997-1998)
- Podhale Nowy Targ (1998-1999)
- Stoczniowiec Gdańsk (1999-2000)
- Polimir Nowopołock (2000-2001)
- HK Brześć (2001-2002)
- HK Witebsk (2002-2003)
- HK Kieramin Mińsk (2003)
- HK Nioman Grodno 2 / HK Nioman Grodno (2004-2005)
- HK Witebsk 2 / HK Witebsk (2005-2007)

Poza występami w ekstralidze białoruskiej grał w zespołach rosyjskich. Od połowy listopada 1998 trafił do Nowego Targu i od tego czasu występował w polskiej lidze w sezonie 1998/1999. Następnie w sezonie 1999/2000 grał w drużynie z Gdańska, po czym powrócił na Białoruś.

## Kariera trenerska
- HK Szynnik Bobrujsk (2008-2009), asystent trenera
- HK Witebsk 2 (2011-2012), I trener
- HK Witebsk (2012-2013), I trener
- HK Witebsk (2013), asystent trenera
- Junost' Mińsk (2014-), asystent trenera

Po zakończeniu kariery zawodniczej rozpoczął pracę trenera. Wpierw był zatrudniony w Szynniku Bobrujsk. Następnie przeniósł się do Witebska. W sezonie 2012/2013 był trenerem drużyny HK Witebsk. W sezonie ekstraligi białoruskiej był trenerem klubu HK Witebsk. Po zakończeniu sezonu, w marcu 2013 jego miejsce zajął dotychczasowy asystent, Dzmitryj Dudzik, a Iwaszyn miał być jego zastępcą. Mimo tego, w sierpniu 2013 odszedł z pracy w witebskim klubie. Od 2014 asystent trenera Junosti Mińsk Michaiła Zacharaua.

## Sukcesy
Klubowe
- Złoty medal mistrzostw Białorusi: 1993, 1994, 1995 z Tiwali Mińsk
- Srebrny medal mistrzostw Białorusi: 1996, 1997 z Tiwali Mińsk
- Brązowy medal mistrzostw Polski: 1999 z Podhalem
- Brązowy medal mistrzostw Białorusi: 2001 z Polimirem Nowopołock

Indywidualne
- Ekstraliga białoruska 1994/1995: skład gwiazd